# 太陽帝國 (樂團)
太陽帝國（Empire of the Sun）是一支在2006年組成的澳洲電子音樂團體雙人組，其成員有路克·史提爾與尼克·利特摩爾。
首張成功單曲為"Walking on a Dream"在澳洲ARIA單曲榜最高排名第10名，在英國單曲榜獲得64名的成績。
與首支單曲同名之首張專輯"Walking on a Dream"於2008年發行，在澳洲專輯榜最高獲得第六名的成績。